# 坪島孝
坪島 孝（つぼしま たかし、1928年4月13日 - 2007年8月12日 ）は、日本の映画監督。広島県東広島市出身。

## 略歴
1952年に早稲田大学第一商学部を卒業。大学在学中には邦画・洋画問わず、あらゆる映画を鑑賞し、映画監督を志して、大学卒業と同時に東宝に入社。しかし、この頃の東宝は東宝争議の影響で助監督の正式採用を中止していたため、演技事務（俳優への手当ての配当などを行う係）へと配属された。
3年間の演技事務を経て、1955年に助監督となり、山本嘉次郎、千葉泰樹、福田純らに師事。1963年、夏木陽介・星由里子主演の『写真記者物語 瞬間に命を賭けろ』で監督に昇進する。監督第2作目で、いきなり当時東宝のドル箱番組だったクレージー・キャッツ主演の『クレージー作戦 くたばれ!無責任』を任され、以降、東宝のクレージー映画において古澤憲吾と共にメイン監督として活躍する。
クレージー映画においては、古澤監督とは一味違った、ウィットに富んで細かいギャグを散りばめた作品を多く監督した。谷啓主演による、切ないラストシーンが印象的な『クレージーだよ奇想天外』（1966年）、ラスベガスの大通りでクレージーのメンバーが歌い踊る超大作『クレージー黄金作戦』（1967年）、坪島が長年企画を温めていた不条理喜劇『奇々怪々 俺は誰だ?!』（1969年）などが代表作として挙げられる。
いわゆるプログラムピクチャーを連作するが、クレージー映画以外でも、三橋達也主演によるコメディタッチのアクション作品『国際秘密警察 火薬の樽』（1964年）、松本清張原作のサスペンスドラマ『愛のきずな』（1969年）などの佳作を残している。
1968年頃には、田波靖男、小川英、小谷承靖らと「ジャック・プロダクション」を設立。引き続きの映画に加え、テレビドラマやテレビCMの監督、イベントのプロデュースなどを務めた。
2007年8月12日、肺腺がんのため死去。79歳没。

## 監督作品

### 映画
- 写真記者物語 瞬間に命を賭けろ（1963年）
- クレージー作戦 くたばれ!無責任（1963年）
- 蟻地獄作戦（1964年）
- 国際秘密警察 火薬の樽（1964年）
- こゝから始まる（1965年）
- クレージーの無責任清水港（1966年）
- クレージーだよ奇想天外（1966年）
- クレージーだよ天下無敵（1967年）
- クレージー黄金作戦（1967年）
- クレージーの怪盗ジバコ（1967年）
- クレージーメキシコ大作戦（1968年）
- 愛のきずな（1969年）
- 奇々怪々 俺は誰だ?!（1969年）
- クレージーの殴り込み清水港（1970年）
- 喜劇 負けてたまるか!（1970年）
- 日本一のワルノリ男（1970年）
- だまされて貰います（1971年）
- 日本一のショック男（1971年）
- 喜劇 泥棒大家族 天下を盗る（1972年）
- 鬼輪番（1974年）
- ルパン三世 念力珍作戦（1974年）
- お姐ちゃんお手やわらかに（1975年）
- Alice THE MOVIE 美しき絆（1979年）

### テレビ
- クレクレタコラ（1973年）
- へんしん!ポンポコ玉（1973年）
- 大江戸捜査網（1973年）
- 浮世絵 女ねずみ小僧（第3シリーズ）（1974年）
- 隠し目付参上（1976年）
- 江戸特捜指令（1977年）

## オーディオコメンタリー
- 『クレージー作戦 くたばれ!無責任』DVD（2005年・東宝ビデオ）
- 『クレージー黄金作戦』DVD（2006年・東宝ビデオ） ※谷啓・園まりと共に
- 『クレージーの無責任清水港』DVD（2006年・東宝ビデオ）
- 『クレージーだよ奇想天外』DVD（2007年・東宝ビデオ）

※DVD発売順